# Arrondissement di Châteaudun
L'arrondissement di Châteaudun è una suddivisione amministrativa francese, situata nel dipartimento dell'Eure-et-Loir e nella regione del Centro-Valle della Loira.

## Composizione
L'arrondissement di Châteaudun comprende 80 comuni raggruppati in 5 cantoni:
- cantone di Bonneval
- cantone di Brou
- cantone di Châteaudun
- cantone di Cloyes-sur-le-Loir
- cantone di Orgères-en-Beauce